# Cyklorama

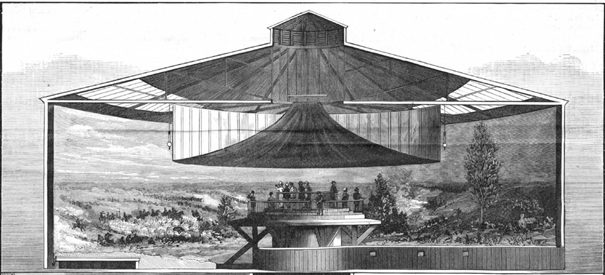
1886 – Cyklorama zur Schlacht von Gettysburg auf einer Ausstellung in Brooklyn

In den USA und in Teilen Australiens bezeichnet man mit Cyclorama das in einem Panorama gezeigte Rundgemälde bzw. das zylindrische Spezialgebäude zur Präsentation der Rundgemälde.
In Deutschland war Cyclorama respektive Cyklorama die gebräuchliche Bezeichnung für ein bewegtes Panorama. Im Englischen ist in diesem Fall von „moving panoramas“ die Rede. Ähnlich wie die als Pleorama bezeichnete Variante des Panoramas, bei dem Strandgegenden so gezeigt wurden, wie sie dem Vorüberschiffenden erschienen, zeigten Cykloramen den Besuchern „gewöhnlich große Flüsse mit ihrem nähern oder entfernten Ufer von der Quelle bis zum Ausfluß und unter gelegentlicher Abänderung der Beleuchtung zu verschiedenen Tageszeiten“
Beim Cyclorama wurde eine Leinwand an den Besuchern vorbeigezogen und damit beispielsweise eine Eisenbahn- oder Schifffahrt simuliert. Der Leinwandstreifen lief von einer Walze auf eine zweite. Der Brockhaus spricht in seiner 14. Auflage (1894–1896)
davon, dass diese Schaustellungen ihre Beliebtheit der „durch Erleichterung im Reiseverkehr gesteigerten Freude an den Naturschönheiten südl. und nordischer Gegenden verdanken“.

## Flussreisen
Bekannt waren in den USA etwa die großen Flusscykloramen von Samuel Hudson. Die Leinwand seiner „moving panoramas“ vom Ohio und Mississippi war drei Meter hoch und 1257,9 Meter lang.
Eine Kopie dieses Cykloramas wurde 1850 in der Hamburger Tonhalle gezeigt. Ebenfalls ein Cyklorama vom Mississippi führte in den Jahren von 1849 bis in die Mitte der 1850er Jahre der US-Amerikaner Henry Lewis auf, in den Jahren 1849/1850 außerdem der Franko-Amerikaner Leon Pomarede, ferner John Rowson Smith (1810–1864) und Samuel B. Stockwell (1813–1854). Ein früher deutscher Cyklorama-Unternehmer war H. G. Crombach. Dieser zeigte etwa auf dem Schützenfest in Emden 1855 eine Flussreise von New York bis Baltimore; 1863 präsentierte die Witwe Topfstädt eine 2300 Meilen lange Flussreise von Pittsburg bis New Orleans in einem Cyklorama, beide offenbar in deutlicher Anlehnung an Hudsons Cyklorama.

## „Fahrt auf der Transsibirischen Eisenbahn“
Mit welchem technischen Aufwand diese „Scheinwelten“ inszeniert wurden, zeigt die „Fahrt auf der Transsibirischen Eisenbahn“, eines der 1900 auf der Weltausstellung in Paris gezeigten Cycloramen.

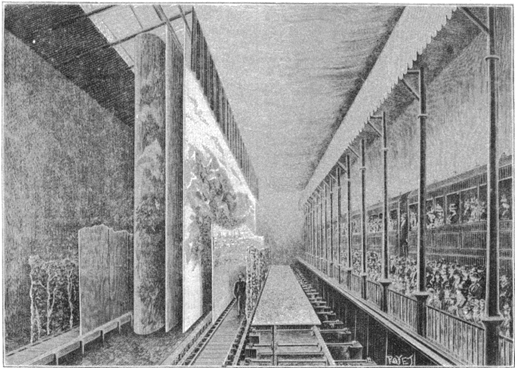
Stéréorama – Blick auf die vier Leinwände und einen Eisenbahnwagon

Die Besucher dieses „moving panoramas“ saßen in drei Waggons, wie sie auf dieser Strecke zum Einsatz kommen sollten. An den Abteilfenstern wurden mit Stadt- und Landschaftsansichten bemalte Leinwände vorbeigezogen. Man beließ es aber nicht bei der Scheinbewegung, also dem Effekt, der eintritt, wenn ein Beobachter eine bewegte Szenerie sieht und bei ihm dadurch der Eindruck entsteht, er selbst würde sich bewegen. Vielmehr waren es nicht nur eine Leinwand, sondern vier Bahnen, die in unterschiedlichen Abstand und mit unterschiedlicher Geschwindigkeit an den Abteilfenstern vorbeigezogen wurden. Am schnellsten mit 300 Metern pro Minute bewegte sich im unteren Teil des Sichtfeldes der „Bahndamm“ – ein Band, auf dem Steine und Sand aufgeklebt waren – an den „Reisenden“ vorbei. In der zweiten Ebene zogen mit 120 Meter pro Minute auf einem Band Büsche und Sträucher, wie sie an Wegen und Straßen üblich sind, vorbei. Dahinter, noch langsamer ein Band mit Häusern und Bäumen. Die vierte Leinwand im Hintergrund mit Stadtansichten und typischen Landschaftsformationen mit einer Länge 220 Metern und Höhe von 8 Metern bewegte sich während der 45 Minuten dauernden „Fahrt“ lediglich mit einer Geschwindigkeit von 5 Metern pro Minute an den Fenstern vorbei.

## Weitere Entwicklungen
Ein gewisser W. Kahleis brachte 1853 in einem großen Cyklorama 3000 Jahre Weltgeschichte, d. h. eine zeitlich angeordnete Darstellung aller Hauptbauwerke von den ältesten Zeiten bis auf die Gegenwart, zur Ansicht. 1865 zog der Maler Edward Beyer mit einem „Nordamerikanischen Cyklorama“ durch deutsche Städte. Gegen Ende der 1870er Jahre wurden Cykloramen mehr und mehr in die Programme mechanischer Theater integriert und daher nicht mehr gesondert per Annonce angekündigt. Morieux’ Mechanisches Theater etwa, das 22 Jahre lang auf dem Boulevard du Temple in Paris gestanden hatte, präsentierte neben zahlreichen anderen Attraktionen 1865 ein von H. Howard gemaltes Cyklorama mit vielfältigen Szenerien, 1876 eines, das Motive aus Europa vorführte: Die Reise von London nach Paris wurde vom Karneval in Venedig gefolgt. 1896 zeigte das Theater Morieux ein Cyklorama zur Eröffnung des Kaiser-Wilhelm-Kanals, 1900 eines zur Weltausstellung in Paris.